# 新羅馬 (巴西)
新罗马是巴西戈亚斯州的一个市镇。总面积2135.945平方公里，总人口2979人，人口密度1.4人/平方公里。